# Gonomyia fuscoscutellata
Gonomyia fuscoscutellata là một loài ruồi trong họ Limoniidae. Chúng phân bố ở miền Australasia.